# Szata liturgiczna

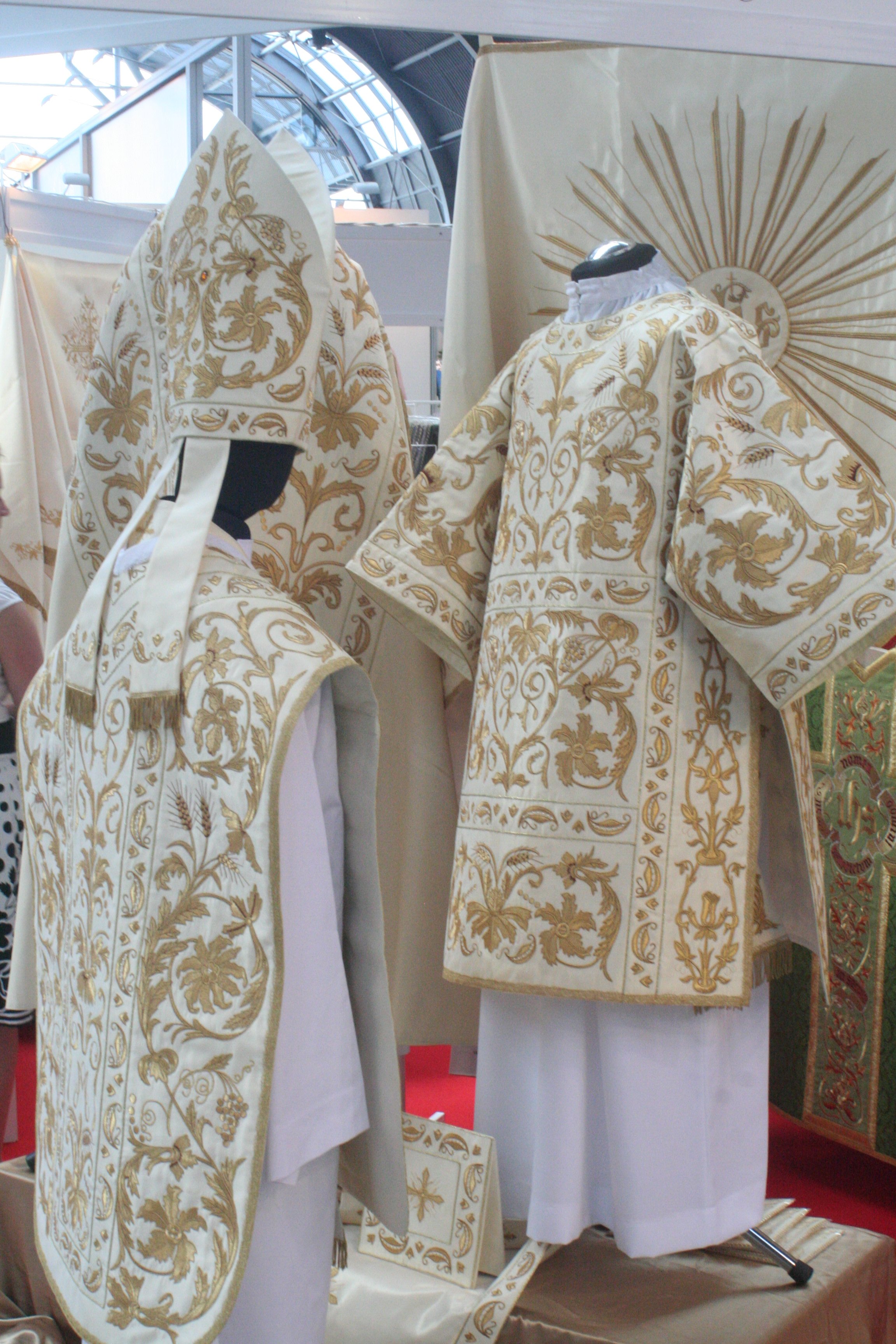
Haftowane stroje liturgiczne, ornat oraz mitra (po lewej), dalmatyka (po prawej)

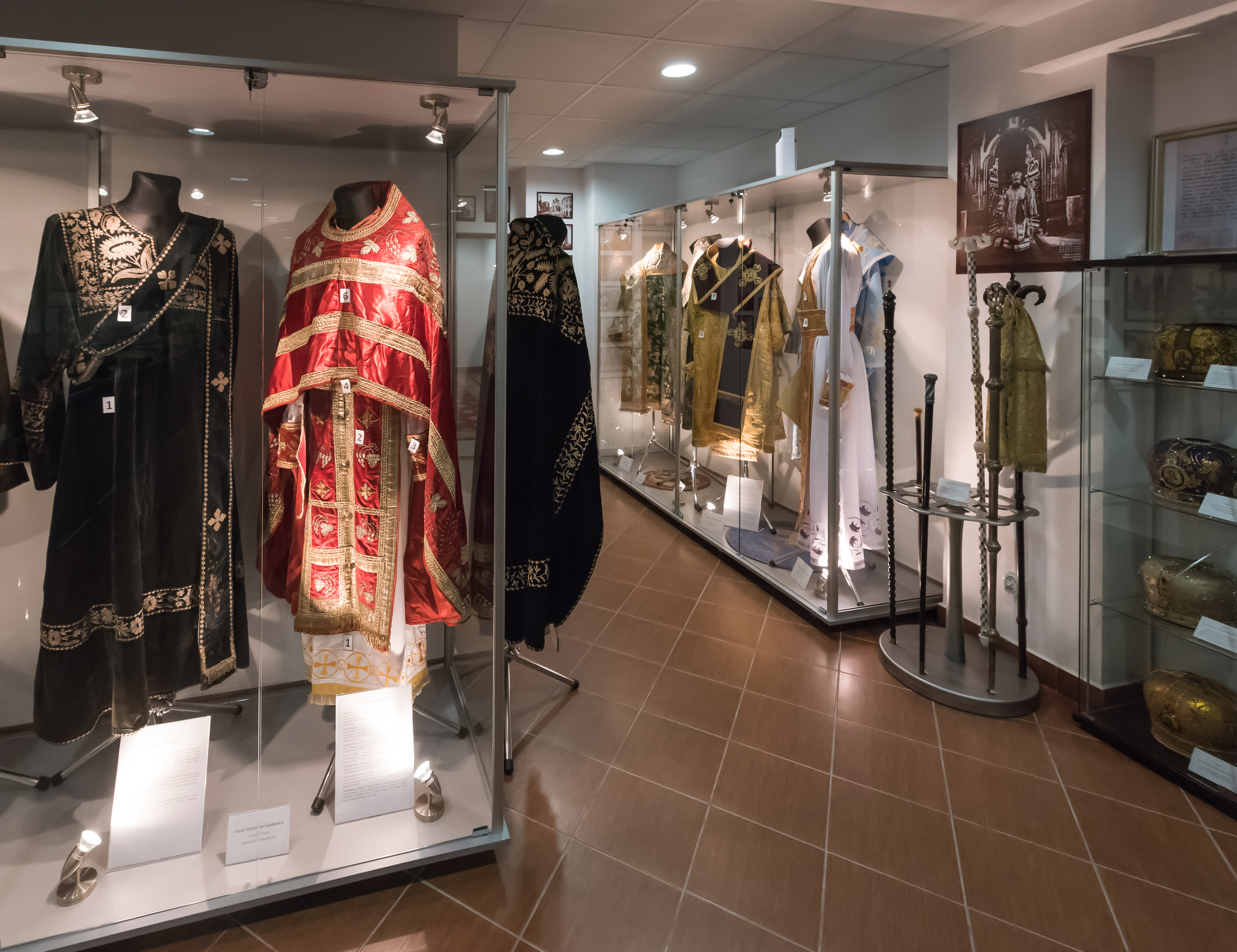
Szaty liturgiczne na ekspozycji w Muzeum Warszawskiej Metropolii Prawosławnej

Szata liturgiczna (strój liturgiczny) – rodzaj odzieży stosowanej w czasie liturgii, mającej na celu określenie i zaznaczenie funkcji osoby ją noszącej.

## Szaty liturgiczne w Kościele łacińskim
Stosowanie szat liturgicznych reguluje m.in. Ogólne wprowadzenie do Mszału Rzymskiego w rozdziale VI Rzeczy potrzebne do sprawowania mszy świętej (335-347).
Do szat liturgicznych należą:
- humerał
- alba
- cingulum
- stuła
- kapa
- dalmatyka
- ornat

Jeżeli Eucharystii przewodniczy biskup, stosuje on pontyfikalia:
- pierścień
- piuska
- paliusz
- mitra
- pastorał
- pektorał
- dalmatyka

W rytach zachodnich (z wyjątkiem Novus ordo missae) stosowany jest również manipularz. Ponadto papież ma prawo do stosowania dawnych szat takich, jak:
- fanon
- falda
- mantum
- subcinctorium

Strój chórowy z natury nie jest szatą liturgiczną.
Co do zasady kolorystyka szat liturgicznych zależy od kalendarza liturgicznego. Obecnie zasady te szczegółowo określa Ogólne wprowadzenie do Mszału Rzymskiego. I tak używa się kolory:
- biały – używa się w: oficjach, mszach Okresu Wielkanocnego i Narodzenia Pańskiego; w święta i wspomnienia Chrystusa Pana, z wyjątkiem tych, które dotyczą Jego Męki; w święta i wspomnienia Najświętszej Maryi Panny, świętych Aniołów, Świętych, którzy nie byli męczennikami, w uroczystości Wszystkich Świętych (1 listopada) i św. Jana Chrzciciela (24 czerwca), w święta św. Jana Ewangelisty (27 grudnia), Katedry św. Piotra (22 lutego) i Nawrócenia św. Pawła (25 stycznia);
- czerwony – używa się w Niedzielę Męki Pańskiej, w Wielki Piątek, w niedzielę Zesłania Ducha Świętego, w mszach ku czci Męki Pańskiej, w główne święta Apostołów i Ewangelistów i w dni Świętych Męczenników;
- zielonego – używa się w oficjach i mszach okresu zwykłego;
- fioletowego – używa się w okresie Adwentu i Wielkiego Postu. Można go również stosować w oficjach i mszach za zmarłych;
- czarnego – można używać w mszach za zmarłych;
- różowego – jeśli jest taki zwyczaj, można używać w niedzielę Gaudete (3. Adwentu) i w niedzielę Laetare (4. Wielkiego Postu).

W dni bardziej uroczyste można używać okazalszych szat liturgicznych, nawet jeśli nie są w kolorze dnia.
W odniesieniu do kolorów liturgicznych Konferencje Episkopatów mogą ustalić w porozumieniu ze Stolicą Apostolską takie, które by lepiej odpowiadały potrzebom i duchowi poszczególnych narodów.

## Szaty liturgiczne w Kościele katolickim obrządku ormiańskiego[1]
Podstawową szatą duchownego ormiańskiego jest:
- sutanna

Kapłan podczas sprawowania liturgii musi mieć pantofle.
Gdy sprawuje liturgię, musi mieć szaty liturgiczne:
- koronę
- albę
- narękawki
- stułę
- kołnierz
- ornat

Do liturgii kapłan, jeśli jest proboszczem, trzyma tzw. laskę Mojżesza.
W obrządku ormiańskim nie ma typowych kolorów liturgicznych, jednak szaty mają określone kolory.
W uroczystości i święta używa się kolorów:
- czerwonego
- złotego

Zaś w liturgiach zwykłych używa się szat:
- niebieskich
- białych
- srebrnych

## Szaty liturgiczne w Kościele prawosławnym[2]
Do szat liturgicznych kapłana należą:
- podriznik
- poruczy
- pojas
- epitrachelion
- fiełon
- krzyż

Kapłan może dostać w nagrodę takie szaty, jak:
- skufia
- kamiławka
- mitra (bez krzyża)
- palica
- nabiedrennik

Diakon do liturgii zakłada: 
- sticharion
- orarion
- poruczy

Gdy liturgii przewodniczy biskup, nosi on szaty pontyfikalne:
- mitra (z krzyżem)
- podsakosnik
- sakkos
- omoforion
- żezł
- panagije
- palica

Patriarcha ma prawo nosić kukol.
Strój chórowy nie należy do szat liturgicznych.

### Kolory liturgiczne w cerkwi
- złoty –  używany na co dzień w okresie zwykłym
- czerwony – używa się na wspomnienia męczenników
- niebieski – używa się w święta maryjne
- zielony – używa się na Zesłanie Ducha Świętego, Niedzielę Palmową itp.
- fioletowy – używany podczas Wielkiego Postu
- czarny – używany w Wielki Tydzień oraz na pogrzebach
- biały/srebrny – używany podczas Paschy i całego okresu paschalnego, Bożego Narodzenia i większości uroczystości

## Szaty liturgiczne w Kościołach ewangelickich
Zazwyczaj do nabożeństwa pastor ewangelicki np. luterański na przykładzie Polski nosi:
- czarną togę
- białe befki
- albę

Coraz częściej w Polsce, podobnie jak np. w Niemczech, Szwecji lub Irlandii, duchowni ewangeliccy noszą dawne szaty liturgiczne, zapożyczone z liturgii rzymskiej, takie jak stuła, ornat, czy kapa.